# Néstor Rossi
Néstor Raúl Rossi (Buenos Aires, 10 maggio 1925 – Buenos Aires, 13 giugno 2007) è stato un calciatore e allenatore di calcio argentino, di ruolo centrocampista.
Negli ultimi anni di vita ha sofferto della malattia di Alzheimer.

## Caratteristiche tecniche
Giocava come centrocampista; soprannominato Pipo, la sua possanza fisica unita alle sue capacità di leadership e alle abilità tecniche e tattiche gli permisero di diventare il regista e fulcro della Máquina, la formazione del River plurivincitrice del campionato degli anni quaranta e cinquanta.

## Carriera

### Giocatore

#### Club
Dopo un periodo nelle giovanili del Platense, entrò a far parte di quelle del River Plate per volere di Carlos Peucelle, debuttando in prima squadra il 24 giugno 1945 contro il Racing di Avellaneda; nei successivi due anni Rossi si stabilì come titolare della compagine di Buenos Aires. La sua abilità nel comandare la squadra — sebbene fosse più giovane della maggior parte dei suoi compagni — gli conferì un ruolo di primo piano nella gestione del gioco del River, che con lui acquisì maggior spessore. Nel 1947 conquistò il suo primo trofeo da titolare, il campionato argentino (nel 1945 era un debuttante), cui anni dopo seguirono altri tre tornei vinti, sempre con la maglia numero cinque sulle spalle. Lasciò il River Plate nel 1949 per il Millonarios, squadra colombiana — paese in cui sempre più calciatori argentini si trasferivano, cercando fortuna in quello che in seguito venne definito El Dorado — ove rimase fino al 1955: la tattica del 3-2-5 permise a Rossi di reinventarsi difensore centrale, guadagnandovi in visione di gioco. Con la compagine andina visse un periodo di successi, che lo vide vincere il campionato nazionale per quattro volte e aggiudicarsi, nel 1953, la Pequeña Copa do Mundo, trofeo internazionale che per formula e partecipanti può essere accostato al Mondiale per club FIFA. Tornato al River Plate nel 1955, vinse altri tre titoli giocando a fianco di, tra gli altri, Ángel Labruna e Omar Sívori. Lasciò definitivamente il River per accasarsi all'Huracán, club con cui segnò la sua ultima rete (contro il Boca Juniors a La Bombonera) e con cui si ritirò nel 1961.

#### Nazionale
Debuttò in Nazionale nella partita amichevole del 2 marzo 1947 al Monumental contro l'Uruguay. Nello stesso anno prese parte al Campeonato Sudamericano de Football, tenutosi in Ecuador e vinto dalla selezione argentina, ottenendo così la definitiva consacrazione a livello personale. Dieci anni dopo questa vittoria, ne arrivò un'altra: il Sudamericano, di scena stavolta in Perù, vide nuovamente l'affermazione della Nazionale albiceleste; il campionato del mondo 1958 di fatto sancì la fine dell'esperienza internazionale di Rossi, che aveva presenziato in tutte le tre partite giocate dalla sua squadra al Mondiale.

### Allenatore

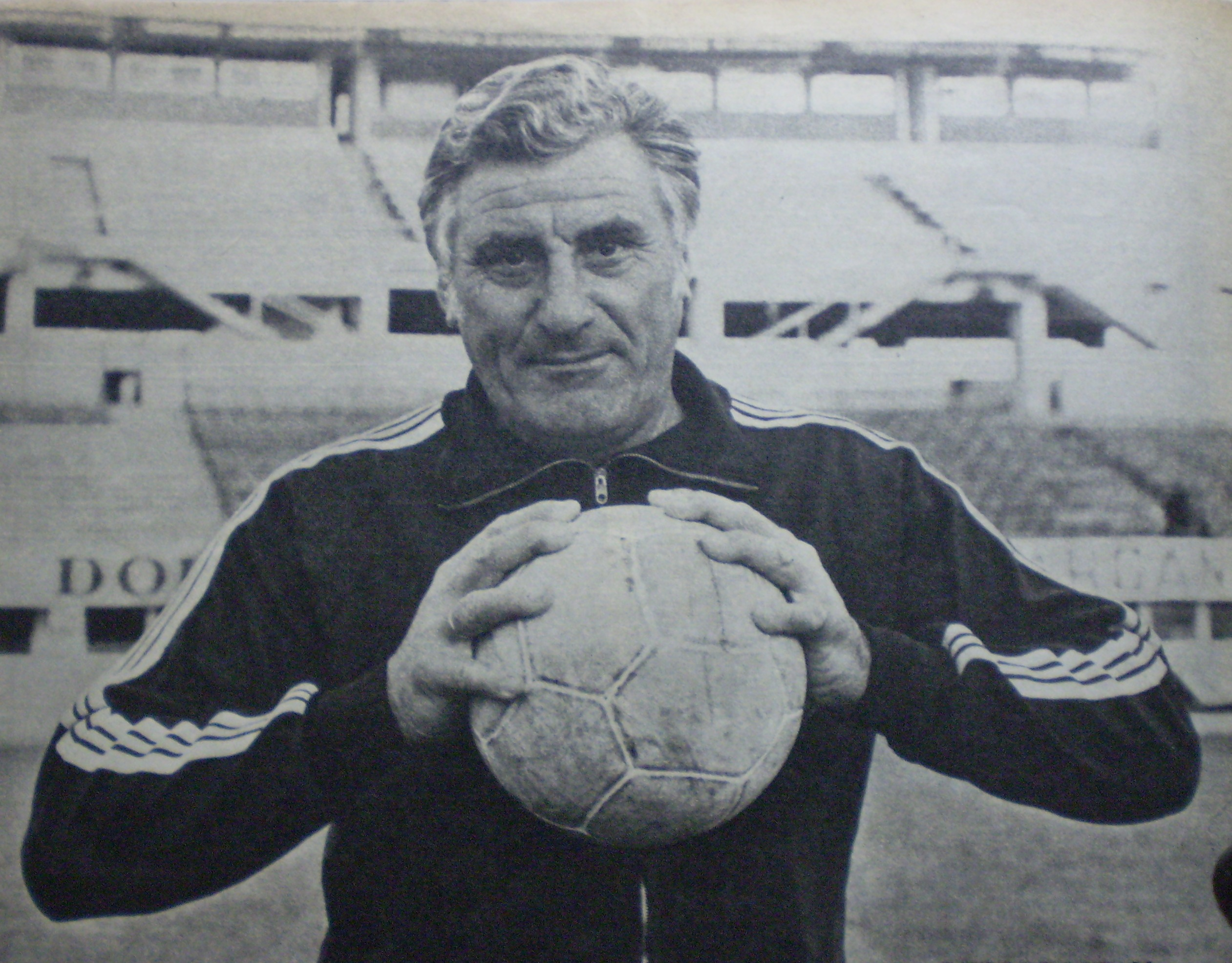
Rossi nel 1973

L'esperienza in panchina per il Pipo ebbe inizio in concomitanza con la fine della sua carriera da giocatore: fu difatti all'Huracán che ricoprì per la prima volta l'incarico di allenatore. Passato dunque per il River (dove fece debuttare Daniel Passarella in un torneo estivo) e per il Racing, conquistò il campionato argentino nel 1965 con il Boca — suo unico titolo della sua carriera da tecnico, dopo aver svolto anche il ruolo di commissario tecnico della Nazionale argentina nel 1962. Proseguì dunque all'estero — Colombia, Paraguay e Spagna — dove non riscosse grande successo. Nel 1974 fu chiamato dall'Elche dopo aver ottenuto buoni risultati in patria l'anno precedente con il piccolo club dell'Atlanta, ma vi rimase per una sola stagione prima di fare ritorno definitivamente in Argentina, chiudendo infine la sua carriera nel mondo del calcio nel 1982.

## Palmarès

### Giocatore

#### Club

##### Competizioni nazionali
- Campionato argentino: 5

River Plate: 1945, 1947, 1955, 1956, 1957
- Campionato colombiano: 4

Millonarios: 1949, 1951, 1952, 1953
- Copa Colombia: 1

Millonarios: 1953

##### Competizioni internazionali
- Pequeña Copa del Mundo: 1

Millonarios: 1953

#### Nazionale
- Campeonato Sudamericano de Football: 2

Ecuador 1947, Perù 1957

### Allenatore

#### Club

##### Competizioni nazionali
- Campionato argentino: 1

Boca Juniors: 1965